# Doğa Türkmen
Doğa Türkmen (* 10. Oktober 2002) ist eine türkische Tennisspielerin.

## Karriere
Türkmen begann mit acht Jahren das Tennisspielen und bevorzugt Hartplätze. Sie spielt bisher ausschließlich auf der ITF Women’s World Tennis Tour, wo sie bislang 13 Doppeltitel gewonnen hat.
2021 gewann sie in Antalya ihren ersten ITF-Titel im Doppel.

## Turniersiege

### Doppel
| Nr. | Datum             | Turnier      | Kategorie | Belag     | Partnerin                  | Finalgegnerinnen                               | Ergebnis           |
| --- | ----------------- | ------------ | --------- | --------- | -------------------------- | ---------------------------------------------- | ------------------ |
| 1.  | 5. Juni 2021      | Antalya      | ITF W15   | Sand      | Sára Bejlek                | Federica Bilardo Ljubov Kostenko               | 4:6, 6:1, [10:7]   |
| 2.  | 15. Januar 2022   | Antalya      | ITF W15   | Sand      | Melis Ayda Uyar            | Darja Schalamanowa Beatris Spassowa            | 2:6, 6:2, [10:8]   |
| 3.  | 22. Januar 2022   | Antalya      | ITF W15   | Sand      | Melis Ayda Uyar            | Julija Stamatowa Stéphanie Visscher            | 6:75, 6:4, [10:4]  |
| 4.  | 5. Februar 2022   | Antalya      | ITF W15   | Sand      | Melis Ayda Uyar            | Jewgenija Burdina Alexandra Pospelowa          | 4:6, 7:64, [10:7]  |
| 5.  | 16. April 2022    | Antalya      | ITF W15   | Sand      | Vanessa Ersöz              | Xenija Laskutowa Gergana Topalova              | 7:62, 3:6, [10:5]  |
| 6.  | 28. Mai 2022      | Antalya      | ITF W15   | Sand      | Wiktorija Petrenko         | Amarissa Tóth İlay Yörük                       | 7:5, 6:73, [14:12] |
| 7.  | 30. Juli 2022     | Kottingbrunn | ITF W15   | Sand      | Amarissa Kiara Tóth        | Fernanda Labraña Dalila Spiteri                | kampflos           |
| 8.  | 14. Januar 2023   | Antalya      | ITF W15   | Sand      | Ayşegül Mert               | Qavia Lopez Amelia Waligora                    | 65:7, 6:2, [10:8]  |
| 9.  | 13. Mai 2023      | Antalya      | ITF W15   | Sand      | Natalia Siedliska          | Anastassija Kowaljowa Anastasiia Sergienko     | 6:2, 6:2           |
| 10. | 8. September 2023 | Buzau        | ITF W15   | Sand      | Vittoria Modesti           | Iulia Andreea Ionescu Anastasia Safta          | 0:6, 6:3, [11:9]   |
| 11. | 4. Mai 2024       | Antalya      | ITF W15   | Sand      | Laura Böhner               | Anri Nagata Rinon Okuwaki                      | 7:5, 64:7, [10:7]  |
| 12. | 31. Mai 2025      | Kayseri      | ITF W15   | Hartplatz | Duru Söke                  | Valentina Mediorreal Arias Meshkatolzahra Safi | 6:2, 7:64          |
| 13. | 14. Juni 2025     | Kayseri      | ITF W15   | Hartplatz | Valentina Mediorreal Arias | Jasmine Conway Ayşegül Mert                    | 7:65, 6:73, [10:5) |